# Montfaucon-d'Argonne
Montfaucon-d'Argonne é uma comuna francesa na região administrativa de Grande Leste, no departamento de Meuse. Estende-se por uma área de 23,61 km². Em 2010 a comuna tinha 306 habitantes (densidade: 13 hab./km²).